# Finnugor Néprajzi Park
A Finnugor Néprajzi Park Zalaegerszegen, a Göcseji Falumúzeum területén létesített szabadtéri kiállítás, mely a finnugor népek lakóépületeivel, gazdasági épületeivel, kultikus építményeivel, berendezéseivel és a mindennapi élet kellékeivel foglalkozik. A kiállítás gondolata a Falumúzeum fennállásának harmincadik évfordulóján, 1989-ben vetődött fel, az első épületek átadása 2001-ben történt meg.
A múzeumban a tervek szerint komi, udmurt, mari, mordvin, észt, finn, manysi és hanti épületek lettek volna. A múzeumot azonban soha sem fejezték be, csak mintegy fél tucat épület készült el, köztük a mari bekerített gerendaház, a finn zsellérház és az obi-ugor (hanti és manysi) szálláshelyek, gazdasági és kultikus épületek. Az elkészült épületek állaga pár éven belül jelentősen leromlott és életveszélyessé váltak, ezért 2015-ben az egész néprajzi parkot lezárták, azóta nem látogatható.

## Képgaléria

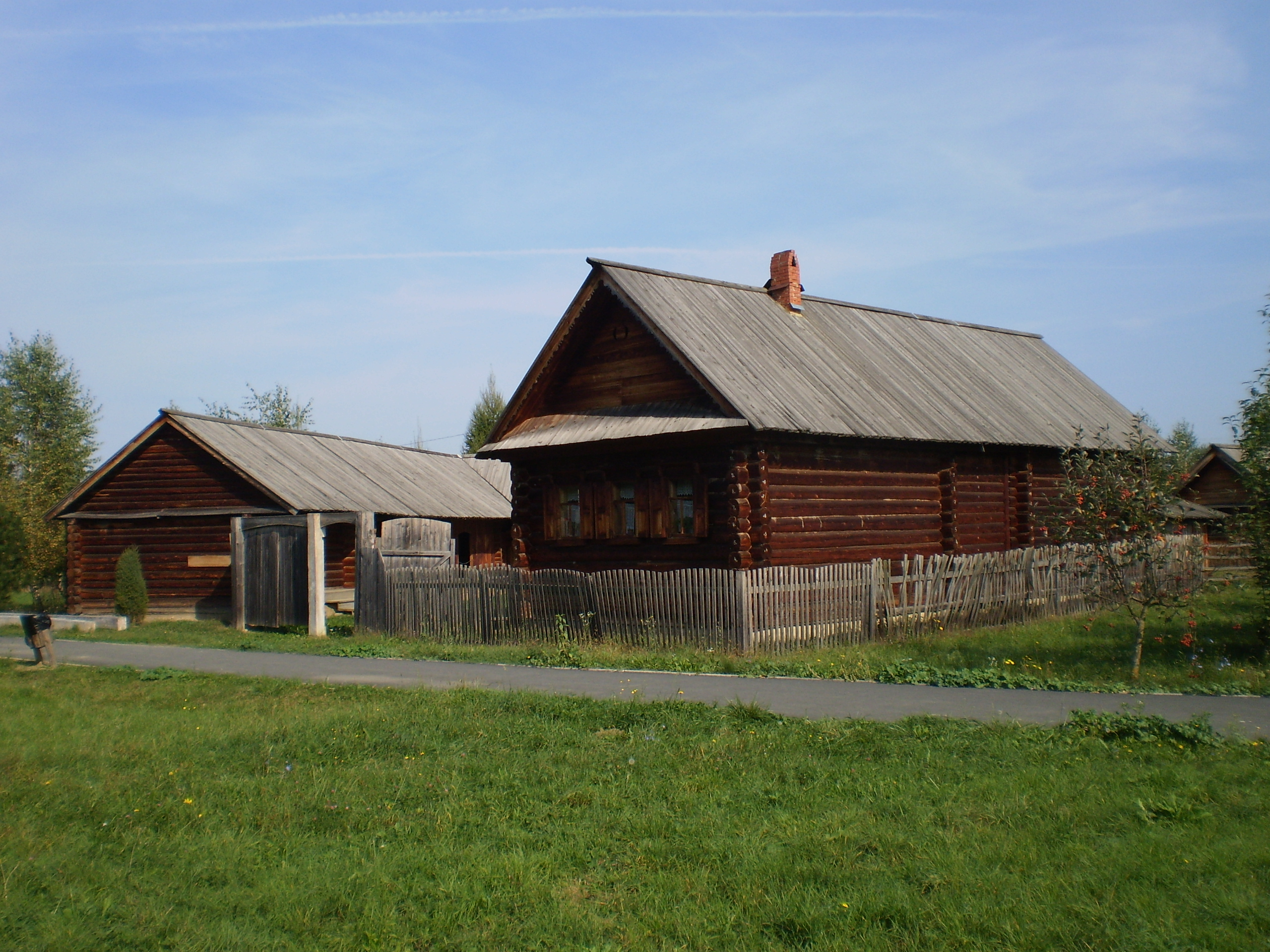
Mari ház
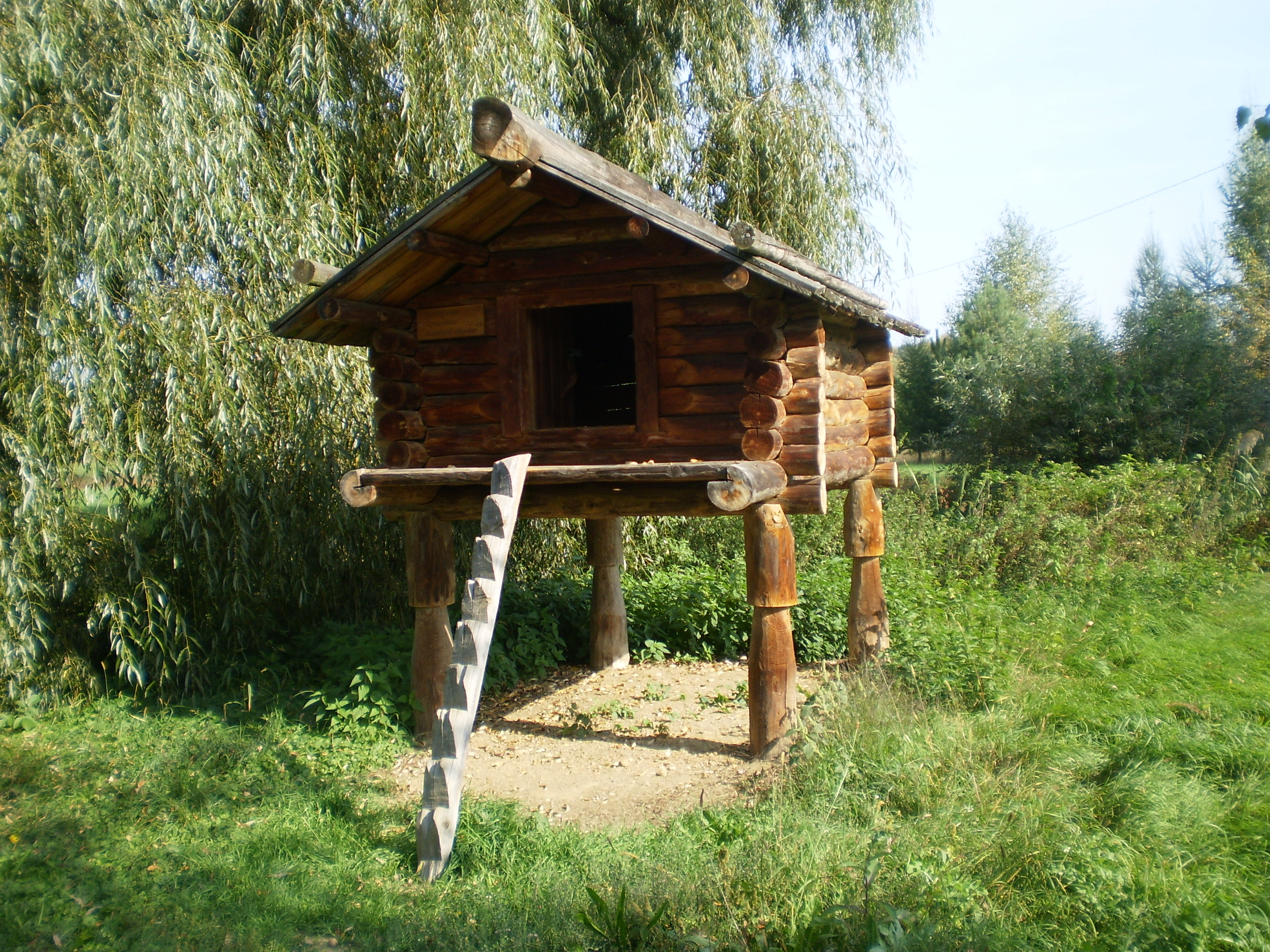
Hanti kultikus kamra
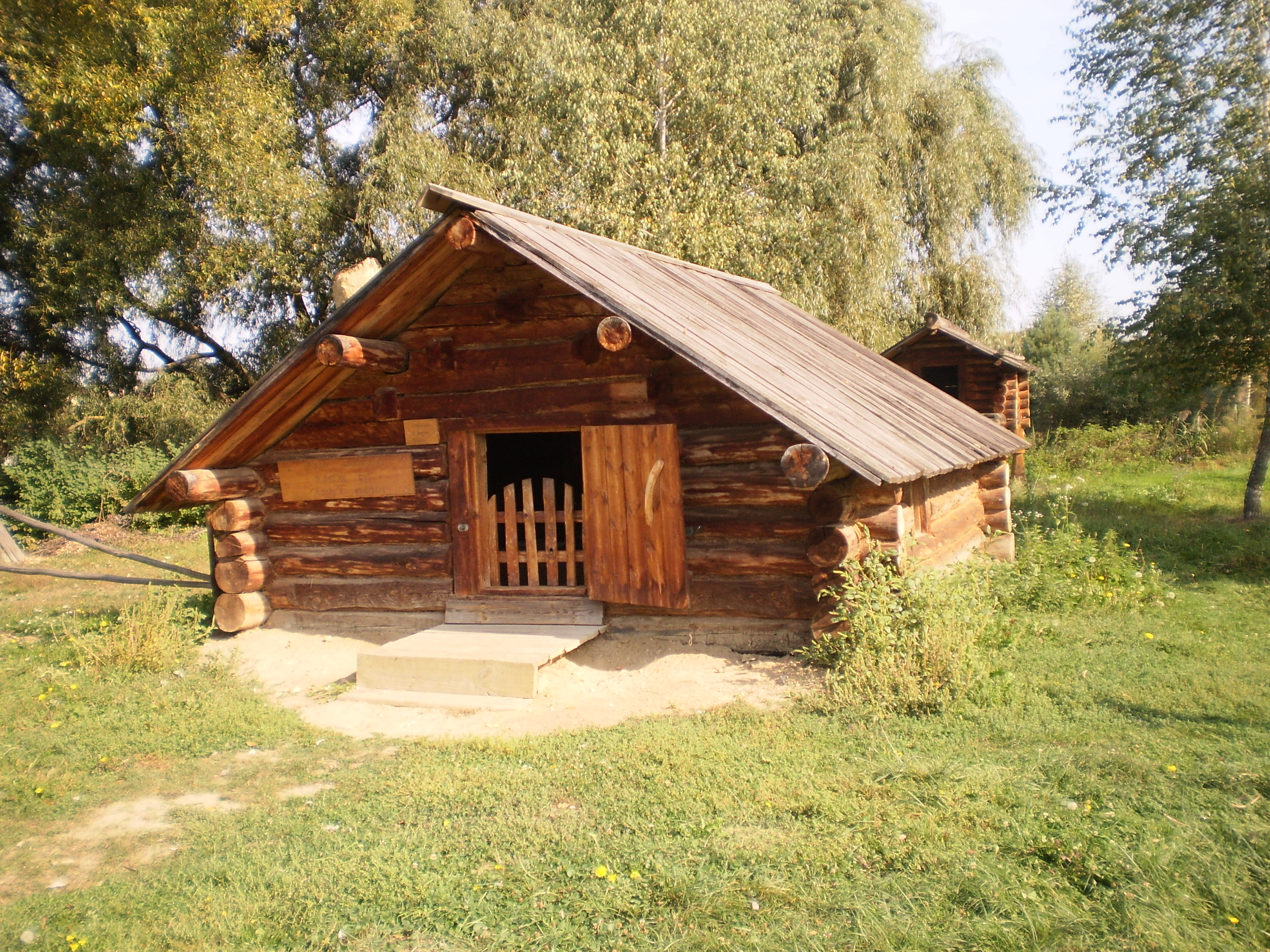
Hanti szálláshely

## Külső hivatkozások
- A Göcseji Falumúzeum honlapja Archiválva 2017. október 6-i dátummal a Wayback Machine-ben
- museum.hu
- Magyarország-utazás